# Цветкова, Вера Семёновна
Вера Семёновна Цветкова — советский государственный и политический деятель, первый секретарь Ивановского горкома КПСС.

## Биография
Родилась в деревне Леонтьево Ивановской губернии. Член ВКП(б).
С 1915 года — на общественной и политической работе. В 1915—1957 гг. — ткачиха на фабрике Горбунова, в хозяйстве отца, ткачиха, помощник директора по массовой работе, председатель цехового профсоюзного комитета на фабрике им. Балашова, председатель профсоюзного комитета фабрики «НИМ», второй секретарь Сталинского райкома КПСС г. Иванова, председатель ЦК профсоюза рабочих хлопчатобумажной промышленности, уполномоченный ВЦСПС Ивановской и Ярославской областей, первый секретарь Ивановского горкома КПСС, председатель Ивановского областного Совета профсоюзов.
Избиралась депутатом Верховного Совета РСФСР 2-го, 3-го, 4-го созывов.
Умерла в Иванове в 1986 году.